# Vixen Media Group
Vixen Media Group (VMG) és una empresa privada nord-americana propietària de diversos estudis de cinema pornogràfic. Va ser fundada per l'empresari, director i productor de cinema porno francès Greg Lansky i el propietari de Kodify Media Group, Steve Matthyssen. A més de tenir la seu central a Los Angeles, la companyia també té oficines a Barcelona, Altea i Montreal (Canadà).
En els premis AVN de gener de 2019, l'empresa va guanyar en la categoria 'Millor campanya de màrqueting - Imatge de l'empresa'. L'octubre del 2020, l'empresa guanya el premi XBIZ Europa en la categoria de Marca d'Estudi Global de l'Any. El desembre del mateix any, guanya el premi NightMoves en la categoria de "Millor empresa de producció". El setembre de 2021, l'empresa va tornar a ser guardonada amb el premi XBIZ Europa en la categoria "Marca d'estudi global de l'any".
El gener de 2020, Greg Lansky va vendre la seva participació en l'empresa.

## Estudis
Actualment, Vixen Media Group posseeix i opera set llocs, diferents pel que fa a la temàtica i el mètode de filmació. Tots els llocs i pel·lícules produïdes sota les seves marques han guanyat nombrosos premis en la indústria del porno. Totes les pel·lícules de l'empresa són distribuïdes per Pulse Distribution.
L'abril de 2019, Vixen Media Group va publicar el seu sisè lloc, Deeper.com, que està desenvolupat per Kaiden Cross.
L'agost de 2021, VMG llança el seu setè lloc de pornografia lèsbica, Slayed.com.
| Lloc web / Marca | Data de creació | Especialització                  |
| ---------------- | --------------- | -------------------------------- |
| Blacked          | maig 2014       | pornografia interracial          |
| Tushy            | Juny 2015       | sexe anal                        |
| Vixen            | juliol de 2016  | pornografia glamurosa (glamcore) |
| Blacked Raw      | octubre de 2017 | pornografia interracial RAW      |
| Tushy Raw        | desembre 2018   | sexe anal en format RAW          |
| Deeper           | abril 2019      | diversos: del softcore al BDSM   |
| Slayed           | agost 2021      | pornografia lèsbica              |
| MILFY            | juny 2023       | pornografia MILF                 |

## Premis i nominacions
| Any  | Premis             | Categoria                                          | Resultat  |
| ---- | ------------------ | -------------------------------------------------- | --------- |
| 2019 | Premis AVN         | Millor campanya de màrqueting: imatge de l'empresa | Guanyador |
| 2020 | Premis NightMoves  | Millor empresa de fabricació                       | Guanyador |
| 2020 | Premis Pornhub     | Xarxa més popular                                  | Nominada  |
| 2020 | Premis XBIZ        | Estudi de l'any                                    | Nominada  |
| 2020 | Premis XBIZ Europa | Marca Global Studio de l'any                       | Guanyador |
| 2021 | Premis Fleshbot    | Millor marca mundial                               | Nominada  |
| 2021 | Premis NightMoves  | Millor empresa de fabricació                       | Nominada  |
| 2021 | Premis XBIZ Europa | Marca Global Studio de l'any                       | Guanyador |
| 2021 | Premis XCritic     | Estudi de l'any                                    | Nominada  |
| 2021 | Premis YNOT        | Estudi de cinema porno de l'any                    | Nominada  |
| 2022 | Premis XBIZ        | Estudi de l'any                                    | Nominada  |